# Piazza del Campo
Piazza del Campo er den primære plads i den gamle del af byen Siena i Toscana, Italien. Den bliver betragtet sm en af Europas fornemste middelalderlige pladser. Den er kendt for sin skønhed og arkitektoniske integritet. Blandt bygningerne der omkranser den muslingeskal-formede plads er Palazzo Pubblico med Torre del Mangia, samt flere andre palazzi signorili. I den nordøstlige ende tår Fonte Gaia.
To gang eom året afholdes der hestevæddeløbet Palio di Siena rundt om pladsen. Piazza del Campo er også målområdet for det årlige cykelløb Strade Bianche.